# Olympische Winterspiele 2006/Eishockey (Herren)/Kader
Die Kader des olympischen Eishockeyturniers der Herren 2006, das vom 15. bis zum 26. Februar 2006 im italienischen Turin ausgetragen wurde, bestanden aus insgesamt 276 Spielern in zwölf Mannschaften. Demzufolge nominierte jedes Team ein 23-Mann-Aufgebot, das aus drei Torhütern und 20 Feldspielern bestand. Jedoch war es den Teams gestattet, bei Verletzungen weitere Spieler im Turnierverlauf nachzunominieren und die verletzten Spieler im Aufgebot zu ersetzen, wodurch die Gesamtzahl der Teilnehmer auf insgesamt 287 anwuchs. Zum dritten Mal nach Nagano 1998 und Salt Lake City 2002 war es auch Spielern der nordamerikanischen Profiliga National Hockey League erlaubt, am Wettbewerb teilzunehmen.
Im Folgenden sind die Kader der Teams, nach Gruppen sortiert, ebenso aufgelistet wie der jeweilige Trainerstab und weitere Offizielle.

## Nominierungsverfahren
Vor dem Start des olympischen Eishockeyturniers musste jede teilnehmende Nation einen Kader benennen, der 20 Feldspieler und drei Torhüter für eine Maximalanzahl von 23 Akteuren umfasste. Dieser musste bis spätestens 15. Februar 2006 benannt werden. Die Verbände entschieden sich bei den Feldspielern entweder für die offensive Variante mit 13 Stürmern und sieben Verteidigern oder die defensivere Ausrichtung mit nur zwölf Angreifern und dafür acht Abwehrspielern.
Insgesamt wurden im Turnierverlauf 287 Spieler in den Kadern der zwölf Teams registriert, da es insgesamt elf Nachnominierungen gab. Die Nachnominierungen verhielten sich in allen Fällen adäquat zur Position des eigentlich nominierten Spielers.
| Nation             | Angreifer | Verteidiger | Torhüter | Nachnominierungen |
| ------------------ | --------- | ----------- | -------- | ----------------- |
| Deutschland        | 12        | 8           | 3        | 1                 |
| Finnland           | 13        | 7           | 3        | 1                 |
| Italien            | 13        | 7           | 3        | 2                 |
| Kanada             | 13        | 7           | 3        | 0                 |
| Kasachstan         | 12        | 8           | 3        | 1                 |
| Lettland           | 12        | 8           | 3        | 0                 |
| Russland           | 12        | 8           | 3        | 2                 |
| Schweden           | 13        | 7           | 3        | 1                 |
| Schweiz            | 12        | 8           | 3        | 1                 |
| Slowakei           | 13        | 7           | 3        | 0                 |
| Tschechien         | 13        | 7           | 3        | 2                 |
| Vereinigte Staaten | 13        | 7           | 3        | 0                 |

## Legende
| Allgemein   |                                                     |                                                     |                                                     |
| Nr.         | Trikotnummer des Spielers                           | Trikotnummer des Spielers                           | Trikotnummer des Spielers                           |
| Pos.        | Position des Spielers                               | F                                                   | Angreifer                                           |
| Pos.        | Position des Spielers                               | D                                                   | Verteidiger                                         |
| Team (Liga) | Vereinsmannschaft (und Liga) zu Beginn des Turniers | Vereinsmannschaft (und Liga) zu Beginn des Turniers | Vereinsmannschaft (und Liga) zu Beginn des Turniers |

| Statistiken |              |          |                   |
| Feldspieler | Feldspieler  | Torhüter | Torhüter          |
| Sp          | Spiele       | S        | Siege             |
| T           | Tore         | U        | Unentschieden     |
| V           | Vorlagen     | N        | Niederlagen       |
| Pkt         | Scorerpunkte | Min      | gespielte Minuten |
| SM          | Strafminuten | GT       | Gegentore         |
| +/−         | Plus/Minus   | SO       | Shutouts          |
|             |              | Sv%      | Fangquote         |
|             |              | GTS      | Gegentorschnitt   |

## Gruppe A

### Deutschland
| Feldspieler | Feldspieler          | Feldspieler | Feldspieler   | Feldspieler | Feldspieler | Feldspieler | Feldspieler | Feldspieler | Feldspieler | Feldspieler               |
| Nr.         | Name                 | Pos.        | Geburtsdatum  | Sp          | T           | V           | Pkt         | SM          | +/−         | Team                      |
| ----------- | -------------------- | ----------- | ------------- | ----------- | ----------- | ----------- | ----------- | ----------- | ----------- | ------------------------- |
| 29          | Alexander Barta      | F           | 2. Feb. 1983  | 5           | 0           | 0           | 0           | 4           | ±0          | Hamburg Freezers (DEL)    |
| 73          | Tino Boos            | F           | 10. Apr. 1975 | 5           | 2           | 1           | 3           | 8           | −1          | Kölner Haie (DEL)         |
| 46          | Florian Busch        | F           | 2. Jan. 1985  | 5           | 0           | 0           | 0           | 6           | −2          | Eisbären Berlin (DEL)     |
| 10          | Christian Ehrhoff    | D           | 6. Juli 1982  | 5           | 1           | 1           | 2           | 4           | ±0          | San Jose Sharks (NHL)     |
| 11          | Sven Felski          | F           | 18. Nov. 1974 | 5           | 2           | 0           | 2           | 4           | +1          | Eisbären Berlin (DEL)     |
| 72          | Petr Fical – A       | F           | 23. Sep. 1977 | 5           | 0           | 0           | 0           | 4           | −5          | Nürnberg Ice Tigers (DEL) |
| 54          | Sebastian Furchner 1 | F           | 3. Mai 1982   | 1           | 0           | 0           | 0           | 0           | ±0          | Kölner Haie (DEL)         |
| 57          | Marcel Goc           | F           | 24. Aug. 1983 | 5           | 1           | 0           | 1           | 0           | −4          | San Jose Sharks (NHL)     |
| 7           | Sascha Goc           | D           | 14. Apr. 1979 | 5           | 0           | 0           | 0           | 10          | −4          | Hannover Scorpions (DEL)  |
| 49          | Klaus Kathan         | F           | 7. Jan. 1977  | 5           | 0           | 0           | 0           | 2           | −2          | Düsseldorfer EG (DEL)     |
| 58          | Lasse Kopitz 1       | F           | 21. Mai 1980  | 4           | 0           | 0           | 0           | 0           | ±0          | Kölner Haie (DEL)         |
| 26          | Daniel Kreutzer      | F           | 23. Okt. 1979 | 5           | 0           | 2           | 2           | 2           | −1          | Düsseldorfer EG (DEL)     |
| 5           | Rob Leask            | D           | 9. Juni 1971  | 5           | 0           | 0           | 0           | 6           | −4          | Eisbären Berlin (DEL)     |
| 34          | Eduard Lewandowski   | F           | 3. Mai 1980   | 5           | 0           | 2           | 2           | 0           | −3          | Kölner Haie (DEL)         |
| 32          | Tomáš Martinec       | F           | 5. März 1976  | 5           | 1           | 0           | 1           | 2           | −1          | Nürnberg Ice Tigers (DEL) |
| 31          | Andreas Renz – A     | D           | 12. Juni 1977 | 5           | 0           | 0           | 0           | 2           | −1          | Kölner Haie (DEL)         |
| 15          | Stefan Schauer       | D           | 12. Jan. 1983 | 5           | 0           | 0           | 0           | 4           | −1          | Nürnberg Ice Tigers (DEL) |
| 13          | Christoph Schubert   | D           | 5. Feb. 1982  | 5           | 0           | 1           | 1           | 2           | ±0          | Ottawa Senators (NHL)     |
| 84          | Dennis Seidenberg    | D           | 18. Juli 1981 | 5           | 0           | 0           | 0           | 6           | −2          | Phoenix Coyotes (NHL)     |
| 52          | Alexander Sulzer     | D           | 30. Mai 1984  | 5           | 0           | 1           | 1           | 2           | −1          | Düsseldorfer EG (DEL)     |
| 16          | Stefan Ustorf – C    | F           | 3. Jan. 1974  | 5           | 0           | 1           | 1           | 0           | ±0          | Eisbären Berlin (DEL)     |

| Torhüter | Torhüter      | Torhüter      | Torhüter | Torhüter | Torhüter | Torhüter | Torhüter | Torhüter | Torhüter | Torhüter | Torhüter | Torhüter                  |
| Nr.      | Name          | Geburtsdatum  | Sp       | S        | U        | N        | Min      | GT       | SO       | Sv%      | GTS      | Team                      |
| -------- | ------------- | ------------- | -------- | -------- | -------- | -------- | -------- | -------- | -------- | -------- | -------- | ------------------------- |
| 40       | Thomas Greiss | 29. Jan. 1986 | 1        | 0        | 0        | 1        | 60:00    | 5        | 0        | 87,50    | 5,00     | Kölner Haie (DEL)         |
| 37       | Olaf Kölzig   | 6. Apr. 1970  | 3        | 0        | 2        | 1        | 179:16   | 8        | 0        | 89,87    | 2,68     | Washington Capitals (NHL) |
| 80       | Robert Müller | 25. Juni 1980 | 1        | 0        | 0        | 1        | 60:00    | 2        | 0        | 92,00    | 2,00     | Krefeld Pinguine (DEL)    |

| Offizielle        | Offizielle  | Offizielle   | Offizielle    |
| Funktion          | Nat.        | Name         | Geburtsdatum  |
| ----------------- | ----------- | ------------ | ------------- |
| Cheftrainer       | Deutschland | Uwe Krupp    | 24. Juni 1965 |
| Assistenztrainer  | Deutschland | Klaus Merk   | 26. Apr. 1967 |
| Assistenztrainer  | Deutschland | Ernst Höfner | 21. Sep. 1957 |
| Mannschaftsführer | Deutschland | Franz Reindl | 24. Nov. 1954 |

### Finnland
| Feldspieler | Feldspieler        | Feldspieler | Feldspieler   | Feldspieler | Feldspieler | Feldspieler | Feldspieler | Feldspieler | Feldspieler | Feldspieler                   |
| Nr.         | Name               | Pos.        | Geburtsdatum  | Sp          | T           | V           | Pkt         | SM          | +/−         | Team                          |
| ----------- | ------------------ | ----------- | ------------- | ----------- | ----------- | ----------- | ----------- | ----------- | ----------- | ----------------------------- |
| 7           | Aki-Petteri Berg   | D           | 28. Juli 1977 | 8           | 0           | 0           | 0           | 4           | +4          | Toronto Maple Leafs (NHL)     |
| 14          | Niklas Hagman      | F           | 5. Dez. 1979  | 8           | 0           | 1           | 1           | 2           | +1          | Dallas Stars (NHL)            |
| 25          | Jukka Hentunen     | F           | 3. Mai 1974   | 8           | 0           | 0           | 0           | 2           | ±0          | HC Lugano (NLA)               |
| 36          | Jussi Jokinen      | F           | 1. Apr. 1983  | 8           | 1           | 3           | 4           | 2           | +2          | Dallas Stars (NHL)            |
| 12          | Olli Jokinen       | F           | 5. Dez. 1978  | 8           | 6           | 2           | 8           | 2           | +5          | Florida Panthers (NHL)        |
| 39          | Niko Kapanen       | F           | 29. Apr. 1978 | 8           | 2           | 1           | 3           | 2           | +1          | Dallas Stars (NHL)            |
| 21          | Mikko Koivu        | F           | 12. März 1983 | 8           | 0           | 0           | 0           | 6           | −1          | Minnesota Wild (NHL)          |
| 11          | Saku Koivu – C     | F           | 23. Nov. 1974 | 8           | 3           | 8           | 11          | 12          | +5          | Canadiens de Montréal (NHL)   |
| 5           | Lasse Kukkonen 2   | D           | 18. Sep. 1981 | 2           | 0           | 0           | 0           | 0           | ±0          | Oulun Kärpät (SM-liiga)       |
| 24          | Antti Laaksonen    | F           | 3. Okt. 1973  | 8           | 0           | 0           | 0           | 6           | ±0          | Colorado Avalanche (NHL)      |
| 26          | Jere Lehtinen      | F           | 24. Juni 1973 | 8           | 3           | 5           | 8           | 0           | +6          | Dallas Stars (NHL)            |
| 32          | Toni Lydman        | D           | 25. Sep. 1977 | 8           | 1           | 0           | 1           | 10          | +4          | Buffalo Sabres (NHL)          |
| 77          | Antti-Jussi Niemi  | D           | 22. Sep. 1977 | 8           | 0           | 0           | 0           | 2           | ±0          | Frölunda HC (Elitserien)      |
| 10          | Ville Nieminen     | F           | 6. Apr. 1977  | 8           | 0           | 1           | 1           | 4           | +1          | New York Rangers (NHL)        |
| 3           | Petteri Nummelin   | D           | 25. Nov. 1972 | 8           | 0           | 2           | 2           | 2           | +4          | HC Lugano (NLA)               |
| 27          | Teppo Numminen – A | D           | 3. Juli 1968  | 8           | 1           | 2           | 3           | 2           | +2          | Buffalo Sabres (NHL)          |
| 16          | Ville Peltonen     | F           | 24. Mai 1973  | 8           | 4           | 5           | 9           | 6           | +4          | HC Lugano (NLA)               |
| 37          | Jarkko Ruutu       | F           | 23. Aug. 1975 | 8           | 0           | 0           | 0           | 31          | −1          | Vancouver Canucks (NHL)       |
| 6           | Sami Salo 2        | D           | 2. Sep. 1974  | 6           | 1           | 3           | 4           | 0           | +4          | Vancouver Canucks (NHL)       |
| 8           | Teemu Selänne      | F           | 3. Juli 1970  | 8           | 6           | 5           | 11          | 4           | +7          | Mighty Ducks of Anaheim (NHL) |
| 8           | Kimmo Timonen – A  | D           | 18. März 1975 | 8           | 1           | 4           | 5           | 2           | +2          | Nashville Predators (NHL)     |

| Torhüter | Torhüter          | Torhüter      | Torhüter | Torhüter | Torhüter | Torhüter | Torhüter | Torhüter | Torhüter | Torhüter | Torhüter | Torhüter                  |
| Nr.      | Name              | Geburtsdatum  | Sp       | S        | U        | N        | Min      | GT       | SO       | Sv%      | GTS      | Team                      |
| -------- | ----------------- | ------------- | -------- | -------- | -------- | -------- | -------- | -------- | -------- | -------- | -------- | ------------------------- |
| 33       | Niklas Bäckström  | 13. Feb. 1978 | –        | –        | –        | –        | –        | –        | –        | –        | –        | Oulun Kärpät (SM-liiga)   |
| 31       | Antero Niittymäki | 18. Juni 1980 | 6        | 5        | 0        | 1        | 358:51   | 8        | 3        | 95,12    | 1,34     | Philadelphia Flyers (NHL) |
| 30       | Fredrik Norrena   | 29. Nov. 1973 | 2        | 2        | 0        | 0        | 120:00   | 0        | 2        | 100,00   | 0,00     | Linköping HC (Elitserien) |

| Offizielle       | Offizielle | Offizielle       | Offizielle    |
| Funktion         | Nat.       | Name             | Geburtsdatum  |
| ---------------- | ---------- | ---------------- | ------------- |
| Cheftrainer      | Finnland   | Erkka Westerlund | 30. März 1957 |
| Assistenztrainer | Finnland   | Hannu Virta      | 22. März 1963 |
| Assistenztrainer | Finnland   | Risto Dufva      | 1. Mai 1963   |
| General Manager  | Finnland   | Jari Kurri       | 18. Mai 1960  |

### Italien
| Feldspieler | Feldspieler              | Feldspieler | Feldspieler   | Feldspieler | Feldspieler | Feldspieler | Feldspieler | Feldspieler | Feldspieler | Feldspieler                        |
| Nr.         | Name                     | Pos.        | Geburtsdatum  | Sp          | T           | V           | Pkt         | SM          | +/−         | Team                               |
| ----------- | ------------------------ | ----------- | ------------- | ----------- | ----------- | ----------- | ----------- | ----------- | ----------- | ---------------------------------- |
| 71          | Luca Ansoldi             | F           | 5. Jan. 1982  | 5           | 0           | 0           | 0           | 10          | −3          | Ritten Sport (Serie A1)            |
| 9           | Giorgio De Bettin        | F           | 7. Aug. 1972  | 5           | 0           | 4           | 4           | 0           | +3          | SG Cortina (Serie A1)              |
| 50          | Christian Borgatello     | D           | 10. Feb. 1982 | 5           | 1           | 0           | 1           | 4           | −2          | HC Junior Milano Vipers (Serie A1) |
| 21          | Giuseppe Busillo – C     | F           | 13. Mai 1970  | 5           | 1           | 1           | 2           | 6           | −5          | HC Junior Milano Vipers (Serie A1) |
| 24          | Mario Chitaroni – A      | F           | 11. Juni 1967 | 5           | 0           | 1           | 1           | 6           | −4          | HC Junior Milano Vipers (Serie A1) |
| 34          | Jason Cirone             | F           | 21. Feb. 1971 | 5           | 1           | 1           | 2           | 6           | −2          | Asiago Hockey (Serie A1)           |
| 19          | Nicola Fontanive 3       | F           | 25. Okt. 1985 | 3           | 0           | 0           | 0           | 2           | −1          | HC Alleghe (Serie A1)              |
| 26          | Armin Helfer             | D           | 31. Mai 1980  | 5           | 0           | 0           | 0           | 4           | −4          | HC Junior Milano Vipers (Serie A1) |
| 17          | Anthony Iob              | F           | 2. Jan. 1971  | 5           | 2           | 2           | 4           | 2           | +1          | EC KAC (EBEL)                      |
| 14          | Carlo Lorenzi 4          | D           | 2. Sep. 1974  | 1           | 0           | 0           | 0           | 0           | ±0          | HC Alleghe (Serie A1)              |
| 22          | Stefano Margoni          | F           | 12. Mai 1975  | 5           | 0           | 0           | 0           | 0           | −4          | HC Bozen (Serie A1)                |
| 7           | Bob Nardella             | D           | 2. Feb. 1968  | 5           | 0           | 1           | 1           | 6           | −3          | Rockford IceHogs (UHL)             |
| 16          | John Parco               | F           | 25. Aug. 1971 | 5           | 3           | 1           | 4           | 10          | ±0          | Asiago Hockey (Serie A1)           |
| 8           | Florian Ramoser          | D           | 7. Okt. 1979  | 5           | 0           | 0           | 0           | 10          | −2          | HC Bozen (Serie A1)                |
| 10          | Giulio Scandella 3       | F           | 18. Sep. 1983 | 2           | 0           | 1           | 1           | 0           | −2          | Asiago Hockey (Serie A1)           |
| 11          | André Signoretti 4       | D           | 16. Jan. 1979 | 4           | 0           | 0           | 0           | 2           | ±0          | SG Cortina (Serie A1)              |
| 6           | Michele Strazzabosco – A | D           | 6. Feb. 1976  | 5           | 0           | 0           | 0           | 10          | −2          | HC Junior Milano Vipers (Serie A1) |
| 28          | Manuel De Toni           | F           | 10. Jan. 1979 | 5           | 0           | 0           | 0           | 2           | −1          | HC Alleghe (Serie A1)              |
| 27          | Lucio Topatigh           | F           | 19. Okt. 1965 | 5           | 0           | 0           | 0           | 2           | −2          | Asiago Hockey (Serie A1)           |
| 3           | Carter Trevisani         | D           | 15. Juni 1982 | 5           | 1           | 0           | 1           | 8           | ±0          | Asiago Hockey (Serie A1)           |
| 33          | Tony Tuzzolino           | F           | 9. Okt. 1975  | 4           | 0           | 1           | 1           | 32          | −4          | MODO Hockey (Elitserien)           |
| 2           | Stefan Zisser            | F           | 26. März 1980 | 5           | 0           | 0           | 0           | 2           | ±0          | HC Bozen (Serie A1)                |

| Torhüter | Torhüter       | Torhüter      | Torhüter | Torhüter | Torhüter | Torhüter | Torhüter | Torhüter | Torhüter | Torhüter | Torhüter | Torhüter                |
| Nr.      | Name           | Geburtsdatum  | Sp       | S        | U        | N        | Min      | GT       | SO       | Sv%      | GTS      | Team                    |
| -------- | -------------- | ------------- | -------- | -------- | -------- | -------- | -------- | -------- | -------- | -------- | -------- | ----------------------- |
| 85       | René Baur      | 19. Jan. 1985 | –        | –        | –        | –        | –        | –        | –        | –        | –        | HC Pustertal (Serie A1) |
| 73       | Günther Hell   | 30. Aug. 1978 | 2        | 0        | 0        | 2        | 87:32    | 8        | 0        | 89,04    | 5,48     | HC Bozen (Serie A1)     |
| 29       | Jason Muzzatti | 3. Feb. 1970  | 4        | 0        | 2        | 1        | 212:10   | 14       | 0        | 89,06    | 3,96     | HC Bozen (Serie A1)     |

| Offizielle        | Offizielle | Offizielle          | Offizielle    |
| Funktion          | Nat.       | Name                | Geburtsdatum  |
| ----------------- | ---------- | ------------------- | ------------- |
| Cheftrainer       | Kanada     | Mickey Goulet       | 13. Sep. 1947 |
| Assistenztrainer  | Italien    | Fabio Polloni       | 8. Apr. 1953  |
| Assistenztrainer  | Kanada     | Ron Ivany           | 1. Apr. 1949  |
| Mannschaftsführer | Italien    | Gianfranco Talamini | 20. Apr. 1950 |

### Kanada
| Feldspieler | Feldspieler        | Feldspieler | Feldspieler   | Feldspieler | Feldspieler | Feldspieler | Feldspieler | Feldspieler | Feldspieler | Feldspieler                 |
| Nr.         | Name               | Pos.        | Geburtsdatum  | Sp          | T           | V           | Pkt         | SM          | +/−         | Team                        |
| ----------- | ------------------ | ----------- | ------------- | ----------- | ----------- | ----------- | ----------- | ----------- | ----------- | --------------------------- |
| 14          | Todd Bertuzzi      | F           | 2. Feb. 1975  | 6           | 0           | 3           | 3           | 6           | +1          | Vancouver Canucks (NHL)     |
| 4           | Rob Blake – A      | D           | 10. Dez. 1969 | 6           | 0           | 1           | 1           | 2           | ±0          | Colorado Avalanche (NHL)    |
| 3           | Jay Bouwmeester    | D           | 27. Sep. 1983 | 6           | 0           | 0           | 0           | 0           | +4          | Florida Panthers (NHL)      |
| 9           | Shane Doan         | F           | 10. Okt. 1976 | 6           | 2           | 1           | 3           | 2           | +3          | Phoenix Coyotes (NHL)       |
| 33          | Kris Draper        | F           | 24. Mai 1971  | 6           | 0           | 0           | 0           | 0           | +2          | Detroit Red Wings (NHL)     |
| 52          | Adam Foote         | D           | 10. Juli 1971 | 6           | 0           | 1           | 1           | 6           | +1          | Columbus Blue Jackets (NHL) |
| 21          | Simon Gagné – A    | F           | 29. Feb. 1980 | 6           | 1           | 2           | 3           | 6           | +1          | Philadelphia Flyers (NHL)   |
| 15          | Dany Heatley       | F           | 21. Jan. 1981 | 6           | 2           | 1           | 3           | 8           | +1          | Ottawa Senators (NHL)       |
| 12          | Jarome Iginla – A  | F           | 1. Juli 1977  | 6           | 2           | 1           | 3           | 4           | +1          | Calgary Flames (NHL)        |
| 40          | Vincent Lecavalier | F           | 21. Apr. 1980 | 6           | 0           | 3           | 3           | 16          | +2          | Tampa Bay Lightning (NHL)   |
| 24          | Bryan McCabe       | D           | 8. Juni 1975  | 6           | 0           | 0           | 0           | 18          | −3          | Toronto Maple Leafs (NHL)   |
| 61          | Rick Nash          | F           | 16. Juni 1984 | 6           | 0           | 1           | 1           | 10          | −2          | Columbus Blue Jackets (NHL) |
| 44          | Chris Pronger – A  | D           | 10. Okt. 1974 | 6           | 1           | 2           | 3           | 16          | +2          | Edmonton Oilers (NHL)       |
| 6           | Wade Redden        | D           | 12. Juni 1977 | 6           | 1           | 0           | 1           | 0           | +2          | Ottawa Senators (NHL)       |
| 28          | Robyn Regehr       | D           | 19. Apr. 1980 | 6           | 0           | 1           | 1           | 2           | +1          | Calgary Flames (NHL)        |
| 39          | Brad Richards      | F           | 2. Mai 1980   | 6           | 2           | 2           | 4           | 6           | +3          | Tampa Bay Lightning (NHL)   |
| 91          | Joe Sakic – C      | F           | 7. Juli 1969  | 6           | 1           | 2           | 3           | 0           | −1          | Colorado Avalanche (NHL)    |
| 94          | Ryan Smyth         | F           | 21. Feb. 1976 | 6           | 0           | 1           | 1           | 4           | +1          | Edmonton Oilers (NHL)       |
| 26          | Martin St. Louis   | F           | 18. Juni 1975 | 6           | 2           | 1           | 3           | 0           | +2          | Tampa Bay Lightning (NHL)   |
| 97          | Joe Thornton       | F           | 2. Juli 1979  | 6           | 1           | 2           | 3           | 0           | −1          | San Jose Sharks (NHL)       |

| Torhüter | Torhüter       | Torhüter      | Torhüter | Torhüter | Torhüter | Torhüter | Torhüter | Torhüter | Torhüter | Torhüter | Torhüter | Torhüter                |
| Nr.      | Name           | Geburtsdatum  | Sp       | S        | U        | N        | Min      | GT       | SO       | Sv%      | GTS      | Team                    |
| -------- | -------------- | ------------- | -------- | -------- | -------- | -------- | -------- | -------- | -------- | -------- | -------- | ----------------------- |
| 30       | Martin Brodeur | 6. Mai 1972   | 4        | 2        | 0        | 2        | 238:40   | 8        | 0        | 92,31    | 2,01     | New Jersey Devils (NHL) |
| 1        | Roberto Luongo | 4. Apr. 1979  | 2        | 1        | 0        | 1        | 118:58   | 3        | 0        | 92,86    | 1,51     | Florida Panthers (NHL)  |
| 35       | Marty Turco    | 13. Aug. 1975 | –        | –        | –        | –        | –        | –        | –        | –        | –        | Dallas Stars (NHL)      |

| Offizielle        | Offizielle | Offizielle     | Offizielle    |
| Funktion          | Nat.       | Name           | Geburtsdatum  |
| ----------------- | ---------- | -------------- | ------------- |
| Cheftrainer       | Kanada     | Pat Quinn      | 29. Jan. 1943 |
| Assistenztrainer  | Kanada     | Wayne Fleming  | 7. Juni 1950  |
| Assistenztrainer  | Kanada     | Ken Hitchcock  | 17. Dez. 1951 |
| Assistenztrainer  | Kanada     | Jacques Martin | 1. Okt. 1952  |
| Mannschaftsführer | Kanada     | Johnny Misley  | 13. Mai 1962  |

### Schweiz
| Feldspieler | Feldspieler           | Feldspieler | Feldspieler   | Feldspieler | Feldspieler | Feldspieler | Feldspieler | Feldspieler | Feldspieler | Feldspieler                 |
| Nr.         | Name                  | Pos.        | Geburtsdatum  | Sp          | T           | V           | Pkt         | SM          | +/−         | Team                        |
| ----------- | --------------------- | ----------- | ------------- | ----------- | ----------- | ----------- | ----------- | ----------- | ----------- | --------------------------- |
| 10          | Andres Ambühl 5       | F           | 14. Sep. 1983 | 1           | 0           | 0           | 0           | 0           | ±0          | HC Davos (NLA)              |
| 57          | Goran Bezina          | D           | 21. März 1980 | 6           | 0           | 2           | 2           | 0           | −1          | Genève-Servette HC (NLA)    |
| 5           | Severin Blindenbacher | D           | 15. März 1983 | 6           | 0           | 1           | 1           | 6           | −1          | ZSC Lions (NLA)             |
| 4           | Flavien Conne         | F           | 1. Apr. 1980  | 6           | 1           | 0           | 1           | 6           | −3          | HC Lugano (NLA)             |
| 12          | Patric Della Rossa    | F           | 28. Juli 1975 | 6           | 0           | 3           | 3           | 4           | +3          | EV Zug (NLA)                |
| 15          | Paul DiPietro – A     | F           | 8. Sep. 1970  | 6           | 3           | 0           | 3           | 0           | +2          | EV Zug (NLA)                |
| 21          | Patrick Fischer       | F           | 6. Sep. 1975  | 6           | 1           | 1           | 2           | 4           | −3          | EV Zug (NLA)                |
| 29          | Beat Forster          | D           | 2. Feb. 1983  | 6           | 0           | 0           | 0           | 6           | +1          | ZSC Lions (NLA)             |
| 33          | Steve Hirschi         | D           | 18. Sep. 1981 | 6           | 0           | 0           | 0           | 4           | −4          | HC Lugano (NLA)             |
| 35          | Sandy Jeannin         | F           | 28. Feb. 1976 | 6           | 0           | 0           | 0           | 2           | −1          | HC Lugano (NLA)             |
| 30          | Marcel Jenni          | F           | 2. März 1974  | 6           | 0           | 0           | 0           | 4           | −2          | Kloten Flyers (NLA)         |
| 22          | Olivier Keller        | D           | 20. März 1971 | 6           | 0           | 0           | 0           | 6           | +2          | EHC Basel (NLA)             |
| 67          | Romano Lemm           | F           | 25. Juni 1984 | 6           | 2           | 0           | 2           | 8           | ±0          | Kloten Flyers (NLA)         |
| 23          | Thierry Paterlini     | F           | 27. Apr. 1975 | 6           | 1           | 0           | 1           | 6           | −2          | ZSC Lions (NLA)             |
| 28          | Martin Plüss          | F           | 5. Apr. 1977  | 6           | 0           | 3           | 3           | 8           | +3          | Frölunda HC (Elitserien)    |
| 32          | Ivo Rüthemann – A     | F           | 12. Dez. 1976 | 6           | 1           | 2           | 3           | 2           | ±0          | SC Bern (NLA)               |
| 31          | Mathias Seger         | D           | 17. Dez. 1977 | 6           | 0           | 1           | 1           | 14          | ±0          | ZSC Lions (NLA)             |
| 7           | Mark Streit – C       | D           | 11. Dez. 1977 | 6           | 2           | 1           | 3           | 6           | +1          | Canadiens de Montréal (NHL) |
| 3           | Julien Vauclair       | D           | 2. Okt. 1979  | 6           | 0           | 0           | 0           | 6           | −1          | HC Lugano (NLA)             |
| 97          | Adrian Wichser        | F           | 18. März 1980 | 6           | 0           | 0           | 0           | 2           | −1          | ZSC Lions (NLA)             |
| 38          | Thomas Ziegler 5      | F           | 9. Juni 1978  | 5           | 1           | 0           | 1           | 8           | −3          | SC Bern (NLA)               |

| Torhüter | Torhüter        | Torhüter     | Torhüter | Torhüter | Torhüter | Torhüter | Torhüter | Torhüter | Torhüter | Torhüter | Torhüter | Torhüter                  |
| Nr.      | Name            | Geburtsdatum | Sp       | S        | U        | N        | Min      | GT       | SO       | Sv%      | GTS      | Team                      |
| -------- | --------------- | ------------ | -------- | -------- | -------- | -------- | -------- | -------- | -------- | -------- | -------- | ------------------------- |
| 40       | David Aebischer | 7. Feb. 1978 | 4        | 1        | 2        | 0        | 200:00   | 7        | 0        | 94,02    | 2,10     | Colorado Avalanche (NHL)  |
| 44       | Marco Bührer    | 9. Okt. 1979 | –        | –        | –        | –        | –        | –        | –        | –        | –        | SC Bern (NLA)             |
| 26       | Martin Gerber   | 3. Sep. 1974 | 3        | 1        | 0        | 2        | 160:00   | 11       | 1        | 89,00    | 4,13     | Carolina Hurricanes (NHL) |

| Offizielle       | Offizielle  | Offizielle     | Offizielle    |
| Funktion         | Nat.        | Name           | Geburtsdatum  |
| ---------------- | ----------- | -------------- | ------------- |
| Cheftrainer      | Deutschland | Ralph Krueger  | 31. Aug. 1959 |
| Assistenztrainer | Schweiz     | Jakob Kölliker | 21. Juli 1953 |
| Assistenztrainer | Kanada      | Peter John Lee | 2. Jan. 1956  |
| General Manager  | Schweiz     | Peter Zahner   | 19. Jan. 1961 |

### Tschechien
| Feldspieler | Feldspieler       | Feldspieler | Feldspieler   | Feldspieler | Feldspieler | Feldspieler | Feldspieler | Feldspieler | Feldspieler | Feldspieler                 |
| Nr.         | Name              | Pos.        | Geburtsdatum  | Sp          | T           | V           | Pkt         | SM          | +/−         | Team                        |
| ----------- | ----------------- | ----------- | ------------- | ----------- | ----------- | ----------- | ----------- | ----------- | ----------- | --------------------------- |
| 38          | Jan Bulis         | F           | 18. März 1978 | 8           | 0           | 0           | 0           | 10          | −1          | Canadiens de Montréal (NHL) |
| 16          | Petr Čajánek      | F           | 18. Aug. 1975 | 7           | 1           | 0           | 1           | 4           | −1          | St. Louis Blues (NHL)       |
| 62          | Patrik Eliáš 6    | F           | 13. Apr. 1976 | 1           | 0           | 0           | 0           | 2           | ±0          | New Jersey Devils (NHL)     |
| 91          | Martin Erat       | F           | 29. Aug. 1981 | 8           | 1           | 1           | 2           | 4           | +1          | Nashville Predators (NHL)   |
| 23          | Milan Hejduk      | F           | 14. Feb. 1976 | 8           | 2           | 1           | 3           | 2           | −5          | Colorado Avalanche (NHL)    |
| 83          | Aleš Hemský       | F           | 13. Aug. 1983 | 8           | 1           | 2           | 3           | 2           | ±0          | Edmonton Oilers (NHL)       |
| 68          | Jaromír Jágr      | F           | 15. Feb. 1972 | 8           | 2           | 5           | 7           | 6           | +1          | New York Rangers (NHL)      |
| 12          | František Kaberle | D           | 8. Nov. 1973  | 8           | 0           | 1           | 1           | 6           | +4          | Carolina Hurricanes (NHL)   |
| 15          | Tomáš Kaberle     | D           | 2. März 1978  | 8           | 2           | 2           | 4           | 2           | +2          | Toronto Maple Leafs (NHL)   |
| 22          | Aleš Kotalík 6    | F           | 23. Dez. 1978 | 4           | 0           | 0           | 0           | 0           | ±0          | Buffalo Sabres (NHL)        |
| 17          | Filip Kuba        | D           | 29. Dez. 1976 | 8           | 1           | 0           | 1           | 0           | +1          | Minnesota Wild (NHL)        |
| 13          | Pavel Kubina – A  | D           | 15. Apr. 1977 | 8           | 1           | 1           | 2           | 12          | +2          | Tampa Bay Lightning (NHL)   |
| 20          | Robert Lang – C   | F           | 19. Dez. 1970 | 8           | 0           | 4           | 4           | 4           | ±0          | Detroit Red Wings (NHL)     |
| 8           | Marek Malík       | D           | 24. Juni 1975 | 8           | 0           | 0           | 0           | 8           | −3          | New York Rangers (NHL)      |
| 85          | Rostislav Olesz   | F           | 10. Okt. 1985 | 8           | 0           | 0           | 0           | 2           | +1          | Florida Panthers (NHL)      |
| 40          | Václav Prospal    | F           | 17. Feb. 1975 | 8           | 4           | 2           | 6           | 2           | −1          | Tampa Bay Lightning (NHL)   |
| 26          | Martin Ručínský   | F           | 11. März 1971 | 8           | 1           | 3           | 4           | 0           | ±0          | New York Rangers (NHL)      |
| 6           | Jaroslav Špaček   | D           | 11. Feb. 1974 | 8           | 0           | 1           | 1           | 2           | −4          | Chicago Blackhawks (NHL)    |
| 28          | Martin Straka     | F           | 3. Sep. 1972  | 8           | 2           | 6           | 8           | 6           | +4          | New York Rangers (NHL)      |
| 9           | David Výborný – A | F           | 22. Jan. 1975 | 8           | 1           | 3           | 4           | 0           | +3          | Columbus Blue Jackets (NHL) |
| 3           | Marek Židlický    | D           | 3. Feb. 1977  | 7           | 4           | 1           | 5           | 16          | ±0          | Nashville Predators (NHL)   |

| Torhüter | Torhüter         | Torhüter      | Torhüter | Torhüter | Torhüter | Torhüter | Torhüter | Torhüter | Torhüter | Torhüter | Torhüter | Torhüter                                |
| Nr.      | Name             | Geburtsdatum  | Sp       | S        | U        | N        | Min      | GT       | SO       | Sv%      | GTS      | Team                                    |
| -------- | ---------------- | ------------- | -------- | -------- | -------- | -------- | -------- | -------- | -------- | -------- | -------- | --------------------------------------- |
| 39       | Dominik Hašek 7  | 29. Jan. 1965 | 1        | 0        | 0        | 0        | 9:25     | 0        | 0        | 100,00   | 0,00     | Ottawa Senators (NHL)                   |
| 33       | Milan Hnilička   | 25. Juni 1973 | 3        | 1        | 0        | 1        | 127:52   | 6        | 0        | 87,76    | 2,82     | Bílí Tygři Liberec (Tschech. Extraliga) |
| 72       | Dušan Salfický 7 | 28. März 1972 | –        | –        | –        | –        | –        | –        | –        | –        | –        | Chimik Woskressensk (Wysschaja Liga)    |
| 29       | Tomáš Vokoun     | 2. Juli 1976  | 7        | 3        | 0        | 3        | 341:38   | 14       | 1        | 89,71    | 2,46     | Nashville Predators (NHL)               |

| Offizielle        | Offizielle | Offizielle       | Offizielle    |
| Funktion          | Nat.       | Name             | Geburtsdatum  |
| ----------------- | ---------- | ---------------- | ------------- |
| Cheftrainer       | Tschechien | Alois Hadamczik  | 20. Juni 1952 |
| Assistenztrainer  | Tschechien | Mojmír Trličík   | 20. März 1964 |
| Assistenztrainer  | Tschechien | Ondřej Weissmann | 28. Okt. 1959 |
| General Manager   | Tschechien | Zbyněk Kusý      | 20. Mai 1966  |
| Mannschaftsführer | Tschechien | Martin Urban     | 1. Sep. 1963  |

## Gruppe B

### Kasachstan
| Feldspieler | Feldspieler            | Feldspieler | Feldspieler   | Feldspieler | Feldspieler | Feldspieler | Feldspieler | Feldspieler | Feldspieler | Feldspieler                                             |
| Nr.         | Name                   | Pos.        | Geburtsdatum  | Sp          | T           | V           | Pkt         | SM          | +/−         | Team                                                    |
| ----------- | ---------------------- | ----------- | ------------- | ----------- | ----------- | ----------- | ----------- | ----------- | ----------- | ------------------------------------------------------- |
| 34          | Sergei Alexandrow      | F           | 29. Apr. 1978 | 5           | 1           | 0           | 1           | 2           | −1          | Kaszink-Torpedo Ust-Kamenogorsk (Kasach. Eishockeyliga) |
| 11          | Wladimir Antipin       | D           | 18. Apr. 1970 | 5           | 1           | 0           | 1           | 4           | ±0          | Chimik Woskressensk (Wysschaja Liga)                    |
| 80          | Nikolai Antropow       | F           | 18. Feb. 1980 | 5           | 1           | 0           | 1           | 4           | +2          | Toronto Maple Leafs (NHL)                               |
| 64          | Artjom Argokow         | D           | 16. Jan. 1976 | 5           | 0           | 0           | 0           | 8           | −1          | Metallurg Nowokusnezk (Superliga)                       |
| 16          | Jewgeni Blochin 8      | D           | 29. Mai 1979  | 2           | 0           | 0           | 0           | 0           | +1          | HK MWD Twer (Superliga)                                 |
| 21          | Dmitri Dudarew         | F           | 23. Feb. 1976 | 5           | 0           | 0           | 0           | 2           | −4          | Ak Bars Kasan (Superliga)                               |
| 52          | Alexei Koledajew       | D           | 27. März 1976 | 5           | 0           | 0           | 0           | 10          | −2          | HK Sibir Nowosibirsk (Superliga)                        |
| 17          | Alexander Koreschkow   | F           | 28. Okt. 1968 | 5           | 1           | 2           | 3           | 0           | +3          | Kaszink-Torpedo Ust-Kamenogorsk (Kasach. Eishockeyliga) |
| 19          | Jewgeni Koreschkow – A | F           | 11. März 1970 | 5           | 5           | 2           | 7           | 6           | +3          | Kaszink-Torpedo Ust-Kamenogorsk (Kasach. Eishockeyliga) |
| 12          | Oleg Kowalenko         | D           | 11. Feb. 1975 | 5           | 0           | 0           | 0           | 4           | −3          | Kaszink-Torpedo Ust-Kamenogorsk (Kasach. Eishockeyliga) |
| 22          | Andrei Ogorodnikow     | F           | 29. Aug. 1982 | 5           | 0           | 0           | 0           | 4           | −1          | Kaszink-Torpedo Ust-Kamenogorsk (Kasach. Eishockeyliga) |
| 79          | Fjodor Polischtschuk   | F           | 4. Juli 1979  | 5           | 0           | 1           | 1           | 6           | −1          | SKA Sankt Petersburg (Superliga)                        |
| 23          | Andrei Ptscheljakow    | F           | 19. Feb. 1972 | 5           | 0           | 0           | 0           | 4           | −3          | Krylja Sowetow Moskau (Wysschaja Liga)                  |
| 43          | Jewgeni Pupkow         | D           | 18. Jan. 1976 | 5           | 0           | 0           | 0           | 6           | −3          | SKA Sankt Petersburg (Superliga)                        |
| 25          | Andrei Samochwalow     | F           | 10. Mai 1975  | 5           | 0           | 0           | 0           | 0           | −3          | Chimik Woskressensk (Wysschaja Liga)                    |
| 26          | Andrei Sawenkow 8      | D           | 7. März 1975  | 2           | 0           | 1           | 1           | 0           | +1          | Kaszink-Torpedo Ust-Kamenogorsk (Kasach. Eishockeyliga) |
| 18          | Konstantin Schafranow  | F           | 11. Sep. 1968 | 5           | 0           | 0           | 0           | 0           | −5          | Krylja Sowetow Moskau (Wysschaja Liga)                  |
| 30          | Denis Schemelin        | D           | 24. Juli 1978 | 5           | 0           | 0           | 0           | 4           | +1          | Neftechimik Nischnekamsk (Superliga)                    |
| 55          | Andrei Troschtschinski | F           | 14. Feb. 1978 | 5           | 0           | 1           | 1           | 6           | ±0          | Kaszink-Torpedo Ust-Kamenogorsk (Kasach. Eishockeyliga) |
| 36          | Dmitri Upper – A       | F           | 27. Juli 1978 | 5           | 0           | 1           | 1           | 8           | −3          | HK ZSKA Moskau (Superliga)                              |
| 2           | Alexei Wassiltschenko  | D           | 29. März 1981 | 5           | 0           | 1           | 1           | 8           | −2          | Neftechimik Nischnekamsk (Superliga)                    |

| Torhüter | Torhüter         | Torhüter      | Torhüter | Torhüter | Torhüter | Torhüter | Torhüter | Torhüter | Torhüter | Torhüter | Torhüter | Torhüter                             |
| Nr.      | Name             | Geburtsdatum  | Sp       | S        | U        | N        | Min      | GT       | SO       | Sv%      | GTS      | Team                                 |
| -------- | ---------------- | ------------- | -------- | -------- | -------- | -------- | -------- | -------- | -------- | -------- | -------- | ------------------------------------ |
| 31       | Witali Jeremejew | 23. Sep. 1975 | 3        | 1        | 0        | 2        | 180:00   | 10       | 0        | 91,38    | 3,33     | HK Dynamo Moskau (Superliga)         |
| 20       | Witali Kolesnik  | 20. Aug. 1979 | 2        | 0        | 0        | 2        | 119:51   | 6        | 0        | 90,48    | 3,00     | Colorado Avalanche (NHL)             |
| 1        | Kirill Sinowjew  | 22. Feb. 1979 | –        | –        | –        | –        | –        | –        | –        | –        | –        | Barys Astana (Kasach. Eishockeyliga) |

| Offizielle        | Offizielle | Offizielle        | Offizielle    |
| Funktion          | Nat.       | Name              | Geburtsdatum  |
| ----------------- | ---------- | ----------------- | ------------- |
| Cheftrainer       | Kasachstan | Nikolai Myschagin | 15. Okt. 1955 |
| Assistenztrainer  | Russland   | Gennadi Zygurow   | 15. Apr. 1942 |
| General Manager   | Kasachstan | Wadim Gusseinow   | 27. Apr. 1968 |
| Mannschaftsführer | Kasachstan | Sergei Drosdow    | 21. Sep. 1946 |

### Lettland
| Feldspieler | Feldspieler           | Feldspieler | Feldspieler   | Feldspieler | Feldspieler | Feldspieler | Feldspieler | Feldspieler | Feldspieler | Feldspieler                                 |
| Nr.         | Name                  | Pos.        | Geburtsdatum  | Sp          | T           | V           | Pkt         | SM          | +/−         | Team                                        |
| ----------- | --------------------- | ----------- | ------------- | ----------- | ----------- | ----------- | ----------- | ----------- | ----------- | ------------------------------------------- |
| 9           | Ģirts Ankipāns        | F           | 29. Nov. 1975 | 5           | 0           | 0           | 0           | 0           | −8          | HK Riga 2000 (Belaruss. Extraliga)          |
| 21          | Armands Bērziņš       | F           | 27. Dez. 1983 | 5           | 0           | 1           | 1           | 4           | −5          | HK Riga 2000 (Belaruss. Extraliga)          |
| 29          | Aigars Cipruss        | F           | 12. Jan. 1972 | 5           | 2           | 1           | 3           | 6           | ±0          | HK Riga 2000 (Belaruss. Extraliga)          |
| 47          | Mārtiņš Cipulis       | F           | 29. Nov. 1980 | 5           | 1           | 1           | 2           | 0           | −2          | HK Riga 2000 (Belaruss. Extraliga)          |
| 2           | Rodrigo Laviņš        | D           | 3. Aug. 1974  | 5           | 0           | 1           | 1           | 0           | −7          | Brynäs IF (Elitserien)                      |
| 10          | Vladimirs Mamonovs    | F           | 22. Apr. 1980 | 5           | 0           | 0           | 0           | 4           | −5          | HK Liepājas Metalurgs (Belaruss. Extraliga) |
| 17          | Aleksandrs Ņiživijs   | F           | 16. Sep. 1976 | 5           | 2           | 3           | 5           | 0           | −2          | Torpedo Nischni Nowgorod (Wysschaja Liga)   |
| 8           | Sandis Ozoliņš        | D           | 3. Aug. 1972  | 5           | 1           | 3           | 4           | 0           | ±0          | Mighty Ducks of Anaheim (NHL)               |
| 13          | Grigorijs Panteļejevs | F           | 13. Nov. 1972 | 5           | 0           | 3           | 3           | 0           | −1          | EV Zug (NLA)                                |
| 18          | Georgijs Pujacs       | D           | 11. Juni 1981 | 5           | 0           | 0           | 0           | 0           | −7          | HK Riga 2000 (Belaruss. Extraliga)          |
| 25          | Krišjānis Rēdlihs     | D           | 15. Jan. 1981 | 5           | 0           | 0           | 0           | 2           | −4          | Albany River Rats (AHL)                     |
| 24          | Miķelis Rēdlihs       | F           | 1. Juli 1984  | 5           | 1           | 0           | 1           | 4           | −5          | IF Björklöven (Allsvenskan)                 |
| 3           | Arvīds Reķis          | D           | 1. Jan. 1979  | 5           | 0           | 0           | 0           | 6           | −1          | Augsburger Panther (DEL)                    |
| 4           | Agris Saviels         | D           | 15. Jan. 1982 | 5           | 0           | 0           | 0           | 8           | −8          | Torpedo Nischni Nowgorod (Wysschaja Liga)   |
| 27          | Aleksandrs Semjonovs  | F           | 8. Juni 1972  | 5           | 0           | 0           | 0           | 4           | −4          | Malmö Redhawks (Allsvenskan)                |
| 7           | Kārlis Skrastiņš – C  | D           | 9. Juli 1974  | 5           | 0           | 1           | 1           | 0           | −1          | Colorado Avalanche (NHL)                    |
| 14          | Leonīds Tambijevs     | F           | 26. Sep. 1970 | 5           | 1           | 0           | 1           | 8           | ±0          | EHC Basel (NLA)                             |
| 23          | Atvars Tribuncovs     | D           | 14. Okt. 1976 | 5           | 1           | 1           | 2           | 10          | ±0          | Mora IK (Elitserien)                        |
| 12          | Herberts Vasiļjevs    | F           | 27. Mai 1976  | 4           | 1           | 0           | 1           | 4           | −6          | Krefeld Pinguine (DEL)                      |
| 15          | Māris Ziediņš         | F           | 3. Juli 1978  | 5           | 1           | 0           | 1           | 6           | −4          | Stockton Thunder (ECHL)                     |

| Torhüter | Torhüter         | Torhüter      | Torhüter | Torhüter | Torhüter | Torhüter | Torhüter | Torhüter | Torhüter | Torhüter | Torhüter | Torhüter                              |
| Nr.      | Name             | Geburtsdatum  | Sp       | S        | U        | N        | Min      | GT       | SO       | Sv%      | GTS      | Team                                  |
| -------- | ---------------- | ------------- | -------- | -------- | -------- | -------- | -------- | -------- | -------- | -------- | -------- | ------------------------------------- |
| 1        | Artūrs Irbe      | 2. Feb. 1967  | 3        | 0        | 1        | 2        | 147:58   | 14       | 0        | 83,33    | 5,68     | EC Red Bulls Salzburg (EBEL)          |
| 31       | Edgars Masaļskis | 31. März 1980 | 1        | 0        | 0        | 0        | 32:02    | 4        | 0        | 81,82    | 7,49     | Neftjanik Almetjewsk (Wysschaja Liga) |
| 30       | Sergejs Naumovs  | 4. Apr. 1969  | 2        | 0        | 0        | 2        | 120:00   | 11       | 0        | 84,29    | 5,50     | Chimik Woskressensk (Wysschaja Liga)  |

| Offizielle       | Offizielle  | Offizielle        | Offizielle    |
| Funktion         | Nat.        | Name              | Geburtsdatum  |
| ---------------- | ----------- | ----------------- | ------------- |
| Cheftrainer      | Lettland    | Leonīds Beresņevs | 6. Juli 1958  |
| Assistenztrainer | Deutschland | Oleg Snarok       | 2. Jan. 1963  |
| Assistenztrainer | Lettland    | Harijs Vītoliņš   | 30. Apr. 1968 |
| General Manager  | Lettland    | Māris Baldonieks  | 24. Mai 1955  |

### Russland
| Feldspieler | Feldspieler            | Feldspieler | Feldspieler   | Feldspieler | Feldspieler | Feldspieler | Feldspieler | Feldspieler | Feldspieler | Feldspieler                           |
| Nr.         | Name                   | Pos.        | Geburtsdatum  | Sp          | T           | V           | Pkt         | SM          | +/−         | Team                                  |
| ----------- | ---------------------- | ----------- | ------------- | ----------- | ----------- | ----------- | ----------- | ----------- | ----------- | ------------------------------------- |
| 61          | Maxim Afinogenow       | F           | 4. Sep. 1979  | 8           | 1           | 0           | 1           | 10          | −1          | Buffalo Sabres (NHL)                  |
| 21          | Alexander Charitonow   | F           | 30. März 1976 | 8           | 1           | 1           | 2           | 6           | ±0          | HK Dynamo Moskau (Superliga)          |
| 13          | Pawel Dazjuk           | F           | 20. Juli 1978 | 8           | 1           | 7           | 8           | 10          | +5          | Detroit Red Wings (NHL)               |
| 24          | Alexander Frolow 9     | F           | 19. Juni 1982 | 3           | 0           | 1           | 1           | 0           | +1          | Los Angeles Kings (NHL)               |
| 55          | Sergei Gontschar       | D           | 13. Apr. 1974 | 8           | 0           | 2           | 2           | 8           | −2          | Pittsburgh Penguins (NHL)             |
| 79          | Alexei Jaschin – A     | F           | 5. Nov. 1973  | 8           | 1           | 3           | 4           | 4           | +1          | New York Islanders (NHL)              |
| 11          | Darius Kasparaitis – A | D           | 16. Okt. 1972 | 8           | 0           | 2           | 2           | 8           | +1          | New York Rangers (NHL)                |
| 94          | Alexander Koroljuk 10  | F           | 15. Jan. 1976 | 6           | 1           | 1           | 2           | 6           | ±0          | Witjas Tschechow (Superliga)          |
| 25          | Wiktor Koslow          | F           | 14. Feb. 1975 | 8           | 2           | 3           | 5           | 2           | +2          | New Jersey Devils (NHL)               |
| 27          | Alexei Kowaljow – C    | F           | 24. Feb. 1973 | 8           | 4           | 2           | 6           | 4           | +4          | Canadiens de Montréal (NHL)           |
| 71          | Ilja Kowaltschuk       | F           | 15. Apr. 1983 | 8           | 4           | 1           | 5           | 31          | +3          | Atlanta Thrashers (NHL)               |
| 18          | Jewgeni Malkin         | F           | 31. Juli 1986 | 7           | 2           | 4           | 6           | 31          | +5          | HK Metallurg Magnitogorsk (Superliga) |
| 52          | Andrei Markow          | D           | 20. Dez. 1978 | 8           | 1           | 2           | 3           | 6           | +7          | Canadiens de Montréal (NHL)           |
| 29          | Daniil Markow          | D           | 30. Juli 1976 | 8           | 0           | 2           | 2           | 4           | +7          | Nashville Predators (NHL)             |
| 23          | Iwan Neprjajew 10      | F           | 4. Feb. 1982  | 2           | 0           | 0           | 0           | 2           | −1          | Lokomotive Jaroslawl (Superliga)      |
| 8           | Alexander Owetschkin   | F           | 17. Sep. 1985 | 8           | 5           | 0           | 5           | 8           | +3          | Washington Capitals (NHL)             |
| 4           | Sergei Schukow         | D           | 23. Nov. 1975 | 8           | 0           | 2           | 2           | 6           | +3          | Lokomotive Jaroslawl (Superliga)      |
| 33          | Maxim Suschinski       | F           | 1. Juli 1974  | 8           | 2           | 3           | 5           | 8           | +4          | HK Dynamo Moskau (Superliga)          |
| 22          | Andrei Taratuchin 9    | F           | 22. Feb. 1983 | 5           | 0           | 0           | 0           | 2           | −1          | Lokomotive Jaroslawl (Superliga)      |
| 51          | Fjodor Tjutin          | D           | 19. Juli 1983 | 8           | 0           | 1           | 1           | 4           | +2          | New York Rangers (NHL)                |
| 5           | Witali Wischnewski     | D           | 18. März 1980 | 8           | 0           | 1           | 1           | 4           | +2          | Mighty Ducks of Anaheim (NHL)         |
| 6           | Anton Woltschenkow     | D           | 25. Feb. 1982 | 8           | 0           | 0           | 0           | 2           | +2          | Ottawa Senators (NHL)                 |

| Torhüter | Torhüter        | Torhüter      | Torhüter | Torhüter | Torhüter | Torhüter | Torhüter | Torhüter | Torhüter | Torhüter | Torhüter | Torhüter                         |
| Nr.      | Name            | Geburtsdatum  | Sp       | S        | U        | N        | Min      | GT       | SO       | Sv%      | GTS      | Team                             |
| -------- | --------------- | ------------- | -------- | -------- | -------- | -------- | -------- | -------- | -------- | -------- | -------- | -------------------------------- |
| 30       | Ilja Brysgalow  | 22. Juni 1980 | 1        | 0        | 0        | 1        | 60:00    | 5        | 0        | 86,11    | 5,00     | Mighty Ducks of Anaheim (NHL)    |
| 20       | Jewgeni Nabokow | 25. Juli 1975 | 7        | 4        | 0        | 2        | 359:27   | 8        | 3        | 94,03    | 1,34     | San Jose Sharks (NHL)            |
| 39       | Maxim Sokolow   | 27. Mai 1972  | 2        | 1        | 0        | 0        | 60:00    | 4        | 0        | 86,67    | 4,00     | SKA Sankt Petersburg (Superliga) |

| Offizielle       | Offizielle | Offizielle         | Offizielle    |
| Funktion         | Nat.       | Name               | Geburtsdatum  |
| ---------------- | ---------- | ------------------ | ------------- |
| Cheftrainer      | Russland   | Wladimir Krikunow  | 24. März 1950 |
| Assistenztrainer | Russland   | Wladimir Jursinow  | 20. Feb. 1940 |
| Assistenztrainer | Russland   | Boris Michailow    | 6. Okt. 1944  |
| Assistenztrainer | Russland   | Sergei Nemtschinow | 14. Jan. 1964 |
| General Manager  | Russland   | Pawel Bure         | 31. März 1971 |

### Schweden
| Feldspieler | Feldspieler           | Feldspieler | Feldspieler   | Feldspieler | Feldspieler | Feldspieler | Feldspieler | Feldspieler | Feldspieler | Feldspieler                   |
| Nr.         | Name                  | Pos.        | Geburtsdatum  | Sp          | T           | V           | Pkt         | SM          | +/−         | Team                          |
| ----------- | --------------------- | ----------- | ------------- | ----------- | ----------- | ----------- | ----------- | ----------- | ----------- | ----------------------------- |
| 11          | Daniel Alfredsson – A | F           | 11. Dez. 1972 | 8           | 5           | 5           | 10          | 4           | +2          | Ottawa Senators (NHL)         |
| 22          | Per Johan Axelsson    | F           | 26. Feb. 1975 | 8           | 3           | 3           | 6           | 0           | ±0          | Boston Bruins (NHL)           |
| 8           | Christian Bäckman     | D           | 28. Apr. 1980 | 8           | 1           | 2           | 3           | 6           | −1          | St. Louis Blues (NHL)         |
| 21          | Peter Forsberg        | F           | 20. Juli 1973 | 6           | 0           | 6           | 6           | 0           | +1          | Philadelphia Flyers (NHL)     |
| 51          | Mika Hannula          | F           | 2. Apr. 1979  | 8           | 0           | 0           | 0           | 2           | ±0          | HV71 (Elitserien)             |
| 15          | Niclas Hävelid        | D           | 12. Apr. 1973 | 7           | 0           | 0           | 0           | 4           | +2          | Atlanta Thrashers (NHL)       |
| 96          | Tomas Holmström       | F           | 23. Jan. 1973 | 8           | 1           | 3           | 4           | 10          | ±0          | Detroit Red Wings (NHL)       |
| 72          | Jörgen Jönsson        | F           | 29. Sep. 1972 | 8           | 1           | 1           | 2           | 4           | +2          | Färjestad BK (Elitserien)     |
| 29          | Kenny Jönsson         | D           | 6. Okt. 1974  | 8           | 0           | 4           | 4           | 4           | ±0          | Rögle BK (Allsvenskan)        |
| 7           | Niklas Kronwall 11    | D           | 12. Jan. 1981 | 2           | 1           | 1           | 2           | 8           | +2          | Detroit Red Wings (NHL)       |
| 5           | Nicklas Lidström – A  | D           | 28. Apr. 1970 | 8           | 2           | 4           | 6           | 2           | +2          | Detroit Red Wings (NHL)       |
| 33          | Fredrik Modin         | F           | 8. Okt. 1974  | 8           | 2           | 1           | 3           | 6           | ±0          | Tampa Bay Lightning (NHL)     |
| 2           | Mattias Öhlund 11     | D           | 9. Sep. 1976  | 6           | 0           | 2           | 2           | 2           | +2          | Vancouver Canucks (NHL)       |
| 26          | Samuel Påhlsson       | F           | 17. Dez. 1977 | 8           | 2           | 2           | 4           | 8           | −1          | Mighty Ducks of Anaheim (NHL) |
| 37          | Mikael Samuelsson     | F           | 23. Dez. 1976 | 8           | 1           | 3           | 4           | 2           | ±0          | Detroit Red Wings (NHL)       |
| 12          | Daniel Sedin          | F           | 26. Sep. 1980 | 8           | 1           | 3           | 4           | 2           | +2          | Vancouver Canucks (NHL)       |
| 20          | Henrik Sedin          | F           | 26. Sep. 1980 | 8           | 3           | 1           | 4           | 2           | +2          | Vancouver Canucks (NHL)       |
| 13          | Mats Sundin – C       | F           | 13. Feb. 1971 | 8           | 3           | 5           | 8           | 4           | +1          | Toronto Maple Leafs (NHL)     |
| 23          | Ronnie Sundin         | D           | 3. Okt. 1970  | 7           | 0           | 0           | 0           | 6           | −2          | Frölunda HC (Elitserien)      |
| 34          | Daniel Tjärnqvist     | D           | 14. Okt. 1976 | 8           | 2           | 1           | 3           | 4           | +2          | Minnesota Wild (NHL)          |
| 40          | Henrik Zetterberg     | F           | 9. Okt. 1980  | 8           | 3           | 3           | 6           | 0           | +3          | Detroit Red Wings (NHL)       |

| Torhüter | Torhüter         | Torhüter      | Torhüter | Torhüter | Torhüter | Torhüter | Torhüter | Torhüter | Torhüter | Torhüter | Torhüter | Torhüter                  |
| Nr.      | Name             | Geburtsdatum  | Sp       | S        | U        | N        | Min      | GT       | SO       | Sv%      | GTS      | Team                      |
| -------- | ---------------- | ------------- | -------- | -------- | -------- | -------- | -------- | -------- | -------- | -------- | -------- | ------------------------- |
| 1        | Stefan Liv       | 21. Dez. 1980 | 1        | 1        | 0        | 0        | 60:00    | 2        | 0        | 85,71    | 2,00     | HV71 (Elitserien)         |
| 35       | Henrik Lundqvist | 2. März 1982  | 6        | 5        | 0        | 1        | 360:00   | 14       | 0        | 90,73    | 2,33     | New York Rangers (NHL)    |
| 32       | Mikael Tellqvist | 19. Sep. 1979 | 1        | 0        | 0        | 1        | 60:00    | 3        | 0        | 90,32    | 3,00     | Toronto Maple Leafs (NHL) |

| Offizielle        | Offizielle | Offizielle           | Offizielle    |
| Funktion          | Nat.       | Name                 | Geburtsdatum  |
| ----------------- | ---------- | -------------------- | ------------- |
| Cheftrainer       | Schweden   | Bengt-Åke Gustafsson | 23. März 1958 |
| Assistenztrainer  | Schweden   | Anders Eldebrink     | 11. Dez. 1960 |
| Assistenztrainer  | Schweden   | Janne Karlsson       | 28. Aug. 1958 |
| Mannschaftsführer | Schweden   | Mats Näslund         | 31. Okt. 1959 |

### Slowakei
| Feldspieler | Feldspieler        | Feldspieler | Feldspieler   | Feldspieler | Feldspieler | Feldspieler | Feldspieler | Feldspieler | Feldspieler | Feldspieler                       |
| Nr.         | Name               | Pos.        | Geburtsdatum  | Sp          | T           | V           | Pkt         | SM          | +/−         | Team                              |
| ----------- | ------------------ | ----------- | ------------- | ----------- | ----------- | ----------- | ----------- | ----------- | ----------- | --------------------------------- |
| 23          | Ľuboš Bartečko     | F           | 14. Juli 1976 | 6           | 0           | 0           | 0           | 6           | −1          | Luleå HF (Elitserien)             |
| 12          | Peter Bondra – A   | F           | 7. Feb. 1968  | 6           | 4           | 0           | 4           | 2           | ±0          | Atlanta Thrashers (NHL)           |
| 3           | Zdeno Chára        | D           | 18. März 1977 | 6           | 1           | 1           | 2           | 2           | +6          | Ottawa Senators (NHL)             |
| 38          | Pavol Demitra – C  | F           | 29. Nov. 1974 | 6           | 2           | 5           | 7           | 2           | +10         | Los Angeles Kings (NHL)           |
| 10          | Marián Gáborík     | F           | 14. Feb. 1982 | 6           | 3           | 4           | 7           | 4           | +6          | Minnesota Wild (NHL)              |
| 91          | Marcel Hossa       | F           | 12. Okt. 1981 | 6           | 0           | 0           | 0           | 0           | +1          | New York Rangers (NHL)            |
| 81          | Marián Hossa       | F           | 12. Jan. 1979 | 6           | 5           | 5           | 10          | 4           | +9          | Atlanta Thrashers (NHL)           |
| 68          | Milan Jurčina      | D           | 7. Juni 1983  | 6           | 0           | 1           | 1           | 8           | −2          | Boston Bruins (NHL)               |
| 22          | Richard Kapuš      | F           | 9. Feb. 1973  | 6           | 0           | 2           | 2           | 4           | ±0          | Metallurg Nowokusnezk (Superliga) |
| 29          | Ivan Majeský       | D           | 2. Sep. 1976  | 6           | 0           | 0           | 0           | 4           | −1          | Washington Capitals (NHL)         |
| 14          | Andrej Meszároš    | D           | 13. Okt. 1985 | 6           | 0           | 2           | 2           | 4           | +5          | Ottawa Senators (NHL)             |
| 28          | Ronald Petrovický  | F           | 15. Feb. 1977 | 6           | 1           | 0           | 1           | 2           | ±0          | Atlanta Thrashers (NHL)           |
| 18          | Miroslav Šatan – A | F           | 22. Okt. 1974 | 6           | 0           | 2           | 2           | 2           | +1          | New York Islanders (NHL)          |
| 7           | Martin Štrbák      | D           | 15. Jan. 1975 | 6           | 0           | 0           | 0           | 2           | +2          | HK ZSKA Moskau (Superliga)        |
| 15          | Jozef Stümpel      | F           | 20. Juli 1972 | 3           | 0           | 0           | 0           | 0           | −2          | Florida Panthers (NHL)            |
| 6           | Radoslav Suchý     | D           | 7. Apr. 1976  | 6           | 1           | 1           | 2           | 0           | ±0          | Columbus Blue Jackets (NHL)       |
| 43          | Tomáš Surový       | F           | 24. Sep. 1981 | 6           | 0           | 1           | 1           | 2           | ±0          | Pittsburgh Penguins (NHL)         |
| 40          | Marek Svatoš       | F           | 17. Juni 1982 | 6           | 0           | 0           | 0           | 0           | −1          | Colorado Avalanche (NHL)          |
| 17          | Ľubomír Višňovský  | D           | 11. Aug. 1976 | 6           | 1           | 1           | 2           | 0           | +3          | Los Angeles Kings (NHL)           |
| 20          | Richard Zedník     | F           | 6. Jan. 1976  | 6           | 1           | 0           | 1           | 12          | −3          | Canadiens de Montréal (NHL)       |

| Torhüter | Torhüter     | Torhüter      | Torhüter | Torhüter | Torhüter | Torhüter | Torhüter | Torhüter | Torhüter | Torhüter | Torhüter | Torhüter                                  |
| Nr.      | Name         | Geburtsdatum  | Sp       | S        | U        | N        | Min      | GT       | SO       | Sv%      | GTS      | Team                                      |
| -------- | ------------ | ------------- | -------- | -------- | -------- | -------- | -------- | -------- | -------- | -------- | -------- | ----------------------------------------- |
| 37       | Peter Budaj  | 18. Sep. 1982 | 3        | 2        | 0        | 1        | 179:24   | 6        | 0        | 92,41    | 2,01     | Colorado Avalanche (NHL)                  |
| 60       | Karol Križan | 5. Juni 1980  | 2        | 2        | 0        | 0        | 120:00   | 1        | 1        | 97,22    | 0,50     | MODO Hockey (Elitserien)                  |
| 25       | Ján Lašák    | 10. Apr. 1979 | 1        | 1        | 0        | 0        | 60:00    | 3        | 0        | 89,29    | 3,00     | HC Moeller Pardubice (Tschech. Extraliga) |

| Offizielle        | Offizielle | Offizielle       | Offizielle    |
| Funktion          | Nat.       | Name             | Geburtsdatum  |
| ----------------- | ---------- | ---------------- | ------------- |
| Cheftrainer       | Slowakei   | František Hossa  | 13. Sep. 1954 |
| Assistenztrainer  | Slowakei   | Jerguš Bača      | 4. Jan. 1965  |
| Assistenztrainer  | Slowakei   | Ján Jaško        | 20. Juni 1959 |
| General Manager   | Slowakei   | Peter Šťastný    | 18. Sep. 1956 |
| Mannschaftsführer | Slowakei   | Juraj Široký     | 29. Dez. 1953 |
| Mannschaftsführer | Slowakei   | Roman Štamberský | 28. Okt. 1955 |

### Vereinigte Staaten
| Feldspieler | Feldspieler        | Feldspieler | Feldspieler   | Feldspieler | Feldspieler | Feldspieler | Feldspieler | Feldspieler | Feldspieler | Feldspieler               |
| Nr.         | Name               | Pos.        | Geburtsdatum  | Sp          | T           | V           | Pkt         | SM          | +/−         | Team                      |
| ----------- | ------------------ | ----------- | ------------- | ----------- | ----------- | ----------- | ----------- | ----------- | ----------- | ------------------------- |
| 55          | Jason Blake        | F           | 2. Sep. 1973  | 6           | 0           | 0           | 0           | 2           | +2          | New York Islanders (NHL)  |
| 24          | Chris Chelios – C  | D           | 25. Jan. 1962 | 6           | 0           | 1           | 1           | 2           | −1          | Detroit Red Wings (NHL)   |
| 26          | Erik Cole          | F           | 6. Nov. 1978  | 6           | 1           | 2           | 3           | 0           | ±0          | Carolina Hurricanes (NHL) |
| 22          | Craig Conroy       | F           | 4. Sep. 1971  | 6           | 1           | 4           | 5           | 2           | ±0          | Los Angeles Kings (NHL)   |
| 18          | Chris Drury        | F           | 20. Aug. 1976 | 6           | 0           | 3           | 3           | 2           | +2          | Buffalo Sabres (NHL)      |
| 14          | Brian Gionta       | F           | 18. Jan. 1979 | 6           | 4           | 0           | 4           | 2           | −1          | New Jersey Devils (NHL)   |
| 11          | Scott Gomez        | F           | 23. Dez. 1979 | 6           | 1           | 4           | 5           | 10          | −3          | New Jersey Devils (NHL)   |
| 13          | Bill Guerin        | F           | 9. Nov. 1970  | 6           | 1           | 0           | 1           | 0           | ±0          | Dallas Stars (NHL)        |
| 2           | Derian Hatcher     | D           | 4. Juni 1972  | 6           | 0           | 0           | 0           | 12          | −1          | Philadelphia Flyers (NHL) |
| 6           | Bret Hedican       | D           | 10. Aug. 1970 | 6           | 0           | 1           | 1           | 6           | +1          | Carolina Hurricanes (NHL) |
| 21          | Mike Knuble        | F           | 4. Juli 1972  | 6           | 1           | 1           | 2           | 4           | +1          | Philadelphia Flyers (NHL) |
| 4           | Jordan Leopold     | D           | 3. Aug. 1980  | 6           | 1           | 0           | 1           | 4           | +1          | Calgary Flames (NHL)      |
| 27          | John-Michael Liles | D           | 25. Nov. 1980 | 6           | 0           | 2           | 2           | 2           | −3          | Colorado Avalanche (NHL)  |
| 9           | Mike Modano – A    | F           | 7. Juni 1970  | 6           | 2           | 0           | 2           | 6           | −1          | Dallas Stars (NHL)        |
| 37          | Mark Parrish       | F           | 2. Feb. 1977  | 6           | 0           | 0           | 0           | 4           | −2          | New York Islanders (NHL)  |
| 28          | Brian Rafalski     | D           | 28. Sep. 1973 | 5           | 0           | 2           | 2           | 0           | −3          | New Jersey Devils (NHL)   |
| 12          | Brian Rolston      | F           | 21. Feb. 1973 | 6           | 3           | 1           | 4           | 4           | −1          | Minnesota Wild (NHL)      |
| 23          | Mathieu Schneider  | D           | 12. Juni 1969 | 6           | 1           | 2           | 3           | 16          | ±0          | Detroit Red Wings (NHL)   |
| 7           | Keith Tkachuk – A  | F           | 28. März 1972 | 6           | 0           | 0           | 0           | 8           | −5          | St. Louis Blues (NHL)     |
| 39          | Doug Weight        | F           | 21. Jan. 1971 | 6           | 0           | 3           | 3           | 4           | ±0          | St. Louis Blues (NHL)     |

| Torhüter | Torhüter      | Torhüter      | Torhüter | Torhüter | Torhüter | Torhüter | Torhüter | Torhüter | Torhüter | Torhüter | Torhüter | Torhüter                  |
| Nr.      | Name          | Geburtsdatum  | Sp       | S        | U        | N        | Min      | GT       | SO       | Sv%      | GTS      | Team                      |
| -------- | ------------- | ------------- | -------- | -------- | -------- | -------- | -------- | -------- | -------- | -------- | -------- | ------------------------- |
| 29       | Rick DiPietro | 19. Sep. 1981 | 4        | 1        | 0        | 3        | 237:06   | 9        | 0        | 89,29    | 2,28     | New York Islanders (NHL)  |
| 42       | Robert Esche  | 22. Jan. 1978 | 1        | 0        | 0        | 1        | 58:52    | 5        | 0        | 76,19    | 5,10     | Philadelphia Flyers (NHL) |
| 47       | John Grahame  | 31. Aug. 1975 | 1        | 0        | 1        | 0        | 60:00    | 3        | 0        | 88,00    | 3,00     | Tampa Bay Lightning (NHL) |

| Offizielle        | Offizielle         | Offizielle       | Offizielle    |
| Funktion          | Nat.               | Name             | Geburtsdatum  |
| ----------------- | ------------------ | ---------------- | ------------- |
| Cheftrainer       | Vereinigte Staaten | Peter Laviolette | 7. Dez. 1964  |
| Assistenztrainer  | Vereinigte Staaten | Keith Allain     | 26. Sep. 1958 |
| Assistenztrainer  | Vereinigte Staaten | Mike Sullivan    | 27. Feb. 1968 |
| General Manager   | Vereinigte Staaten | Don Waddell      | 19. Aug. 1958 |
| Mannschaftsführer | Vereinigte Staaten | Jim Johannson    | 10. März 1964 |